# Чернігівські князі

Герб Чернігівського князівства

Князь Чернігівський — спадковий титул правлячих осіб Чернігова і Чернігівського князівства.

## Історія
Чернігівський стіл вважався другим за престижністю князівським столом Київської Русі після київського. На ньому зазвичай сидів князь, другий за старшинством серед Рюриковичів згідно зі спадковим правом Русі. За розмірами ж Чернігів тих часів практично не поступався Києву.
Чернігівське князівство утворилося 1023 або 1024 року, коли тмутараканський князь Мстислав Володимирович зайняв Чернігів. Тоді ж Мстислав спробував заволодіти Києвом, але поміркувавши вирішив укласти мир з Ярославом Мудрим. За договором 1026 року Руська земля була розділена Дніпром на дві частини: правобережжя належало київському князю, а лівобережжя — чернігівському. Мстислав помер бездітним, тому Чернігів знову перейшов у підпорядкування Києву. Проте Ярослав Мудрий, незадовго до смерті роздаючи уділи синам своїм, знову виділив Чернігів в окреме князівство. Дісталося воно Святославу, з якого і пішов рід чернігівських князів. Від двох синів Святослава Ярославича — Давида і Олега — пішли дві гілки чернігівських князів, Давидовичі і Ольговичі. У XI–XII ст. представники цих родів претендували на лідерство серед Рюриковичів і брали участь у міжусобній боротьбі за Київський великий стіл. Старша гілка, Давидовичі, обірвалася у 1166 р. Молодша, Ольговичі, розділилася ще на дві: нащадків Всеволода і Святослава.
До початку XIII ст. Чернігівське князівство займало велику територію, в основному, на лівому березі Дніпра. Його володіння простягалися далеко на північний схід аж до Мурома і Рязані і на південний схід до Великого степу. Крім Чернігова на території князівства були такі великі міста як Новгород-Сіверський, Стародуб, Брянськ, Путивль, Курськ, Любеч, Глухів, Бохмач, Чечерськ і Гомель.
1239 року Чернігів був розорений монголо-татарами. Після загибелі князя Михайла Всеволодовича 1245 року Чернігівське князівство розпалося на окремі уділи: Брянський, Новосільскій, Карачевський і Таруський. Розорений татарами Чернігів вже не міг виконувати функції стольного міста, і княжий стіл був перенесений у Брянськ, а місцеві правителі стали носити титул: князів брянських і великих князів чернігівських. У XIV ст. продовжилось дроблення Чернігово-Сіверських земель на ще дрібніші уділи.
1357 року Брянськ був звільнений від монголів литовським князем Ольгердом. Брянське князівство ще деякий час зберігало автономію у складі Великого князівства Литовського і Руського. Останнім «князем Брянським і великим князем Чернігівським» був Роман Михайлович, вбитий в 1401 р. під час повстання в Смоленську.
Протягом XIV ст. були ліквідовані й інші уділи Чернігівського князівства, а їх правителі стали звичайними служивими князями великого князя Литовського. У середині XV ст. окремі колишні чернігівські землі були надані «на годування» князям, які втекли до Литви з Москви.
1500 року ці князі та їх нащадки, вчинивши державну зраду, переходять на державну службу до московського князя Івана ІІІ, що спровокувало чергову Московсько-Литовську війну. За мирним договором 1503 р. всі сіверські міста відійшли до Московської держави. Там нащадки цих удільних князів теж були простими служивими князями.

## Чернігівські князі
| Чернігівські князі       | Чернігівські князі | Чернігівські князі        |
| Князь                    | Роки               | Примітки                  |
| ------------------------ | ------------------ | ------------------------- |
| Мстислав I Хоробрий      | 1024 — 1036        |                           |
| Святослав I Ярославич    | 1054 — 1073        |                           |
| Всеволод I Ярославич     | 1073 — 1076        |                           |
| Володимир I Мономах      | 1076 — 1077        |                           |
| Борис Вячеславич         | 1077               |                           |
| Всеволод I Ярославич     | 1077 — 1078        | Вдруге                    |
| Олег I Гореславич        | 1078               |                           |
| Володимир I Мономах      | 1078 — 1094        | Вдруге                    |
| Олег I Гореславич        | 1094 — 1097        | Вдруге                    |
| Давид Святославич        | 1097 — 1123        |                           |
| Ярослав I Святославич    | 1123 — 1127        |                           |
| Всеволод II Олегович     | 1127 — 1139        |                           |
| Володимир II Давидович   | 1139 — 1151        |                           |
| Ізяслав Давидович        | 1151 — 1154        |                           |
| Святослав II Ольгович    | 1154 — 1155        |                           |
| Ізяслав Давидович        | 1155 — 1157        | Вдруге                    |
| Святослав II Ольгович    | 1157 — 1164        | Вдруге                    |
| Святослав III Всеволодич | 1164 — 1177        |                           |
| Ярослав II Всеволодич    | 1177 — 1198        |                           |
| Ігор Святославич         | 1198 — 1202        |                           |
| Олег II                  | 1202 — 1204        | Під сумнівом              |
| Всеволод III Чермний     | 1204 — 1206        |                           |
| Рюрик Ростиславич        | 1210 — 1214        |                           |
| Всеволод III Чермний     | 1214 — 1215        | Вдруге                    |
| Гліб Святославич         | 1215 — 1219        |                           |
| Мстислав II Святославич  | 1219 — 1224        |                           |
| Михайло Всеволодович     | 1224 — 1226        |                           |
| Олег III Курський        | 1226               |                           |
| Михайло Всеволодович     | 1226 — 1234        | Вдруге                    |
| Мстислав III Глібович    | 1234 — 1239        |                           |
| Михайло Всеволодович     | 1239               | Втретє                    |
| Ростислав Михайлович     | 1240 — 1241        |                           |
| Михайло Всеволодович     | 1241 — 1245        | Вчетверте                 |
| Андрій Мстиславич        | 1245 — 1246        |                           |
| Андрій Всеволодович      | 1246 — 1263        |                           |
| Роман I Старий           | 1263 — 1288        |                           |
| Олег IV Романович        | 1291 — 1292        |                           |
| Василь I Михайлович      | 1303 — 1309        |                           |
| Святослав IV Глібович    | 1309 — 1310        |                           |
| Василь I Михайлович      | 1311 — 1314        | Вдруге                    |
| Дмитро Олександрович     | 1314 — 1333        | ? Дмитро Романович        |
| Гліб II                  | 1333 — 1340        |                           |
| Дмитро Романович         | 1340 — 1350        |                           |
| Ольгерд Гедиминович      | ?1350              |                           |
| Дмитро Романович         | 1350 — 1356        |                           |
| Василь II Іванович       | 1356               | ? Василь Романович        |
| Роман II Михайлович      | 1356               |                           |
| Дмитро III Ольгердович   | ?1356 — 1386       |                           |
| Роман II Михайлович      | 1361 — 1401        |                           |
| Костянтин Ольгердович    | ? — ?              |                           |
| Свидригайло Ольгердович  | 1408 — 1430        |                           |
| Семен Можайський         | 1496 — ?           | князь-емігрант з Московії |